# 小行星9395
小行星9395（英語：9395 Saint Michel）是一颗围绕太阳公转的小行星。1994年8月10日，艾瑞克·怀特·埃尔斯特在拉西拉天文台发现了此天体。
这颗小行星的绝对星等为303.5035319125637等。